# Chris Diamantopoulos
Chris Diamantopoulos é um ator e comediante canadense.

## Filmografia
- The Art of the Steal
- The Adulterer
- Drop Dead Roses
- Law & Order
- State of Mind
- CSI: Crime Scene Investigation
- Eli Stone
- The Starter Wife
- Under New Management
- 24
- The Kennedys
- WWE Raw
- American Dad!
- Up All Night
- The Three Stooges
- Community
- The Office
- Arrested Development
- Mickey Mouse